# Chicago Tenor Duets
Chicago Tenor Duets ist ein Jazzalbum von Joe McPhee und Evan Parker. Die am 11. Mai 1998 im Airwave Recording Studio, Chicago, entstandenen Aufnahmen erschienen 2002 auf Okka Disk.

## Hintergrund
Evan Parker nahm um die Jahrtausendwende eine Reihe von Duoalben auf, z. B. mit Derek Bailey (Arch Duo; 1999), Georg Gräwe (Unity Variations, 1999), John Tilbury (Two Chapters and an Epilogue, 2000), Keith Rowe (Dark Rags, 2000), Jah Wobble (Passage to Hades, 2001), Peter A. Schmid (September Duos, 2001) und Han Bennink (The Grass Is Greener, 2002).

## Titelliste
- Evan Parker & Joe McPhee: Chicago Tenor Duets (Okka Disk – OD12033)

1. Duet 2 4:47
2. Duet 3 4:44
3. Duet 4 5:12
4. Duet 5 10:51
5. Duet 6 3:07
6. Duet 7 2:33
7. Duet 9 6:46
8. Duet 8 10:52
9. Duet 11 10:40
10. Duet 12 5:24
11. Duet 13 3:10

Die Kompositionen stammen von Evan Parker und Joe McPhee.

## Rezeption
John Litweiler schrieb in JazzTimes, Parker und Joe McPhee würden bei ihren Duos fast zusammen atmen, ohne die Obertöne oder Multiphonics, die man von Evan Parker kennt. In einigen dieser Duette spiele Parker auch relativ sanft, wie in den Melodien, die das Duo in „Duet 9“ entstehen lässt. Auf den meisten Stücken sei kaum zu erkennen, wer was spielt, zumal sich McPhee hin und wieder Parkers unverwechselbare Techniken aneigne. Der Amerikaner sei von Natur aus ein viel diskursiverer Spieler, so der Autor, und Parkers Antwort bestehe darin, mit ihm zu gehen, und für rhythmische Abwechslung zu sorgen. Auch wenn das Album mäandernde Passagen habe, gebe es auch vieles, in denen sich auf gelungene Weise lyrisches Spiel und Komplexität vermischen, und trotz aller stilistischen Extreme gebe es bei beiden Spielern lyrische Züge.